# Путилівка (Роздільнянський район)
Пути́лівка — село в Україні, у Новоборисівській сільській громаді Роздільнянського району Одеської області. Населення становить 85 осіб.
До 17 липня 2020 року було підпорядковане Великомихайлівському району, який був ліквідований.

## Населення
Згідно з переписом 1989 року населення села становило 53 особи, з яких 23 чоловіки та 30 жінок.
За переписом населення 2001 року в селі мешкало 85 осіб. 100 % населення вказало своєю рідною мовою українську мову.